# Limitació de corrent
La limitació de corrent és la pràctica d’imposar un límit al corrent que es pot subministrar a una càrrega per protegir el circuit que genera o transmet el corrent contra efectes nocius a causa d’un curtcircuit o una sobrecàrrega. El terme "limitació de corrent" també s'utilitza per definir un tipus de dispositiu de protecció contra sobrecorrent. Segons la norma NEC / NFPA 70 del 2020, el dispositiu de protecció contra sobrecorrent de limitació de corrent es defineix com: "Un dispositiu que, quan interromp els corrents en el seu rang de limitació de corrent, redueix el corrent que circula al circuit avariat a una magnitud substancialment inferior a la que es pot obtenir en el mateix circuit si el dispositiu es substituís per un conductor sòlid amb impedància compatible."

## Limitador de corrent d'entrada
Un limitador de corrent d'entrada és un dispositiu o grup de dispositius que s'utilitza per limitar el corrent d'entrada. Els components resistius passius com les resistències o els termistors de coeficient de temperatura negatiu (NTC) són opcions simples, amb la dissipació de potència i el temps de refredament com els seus principals inconvenients, respectivament. Es poden utilitzar solucions més complexes que utilitzen components actius quan opcions més senzilles no són adequades.

## En circuits electrònics de potència

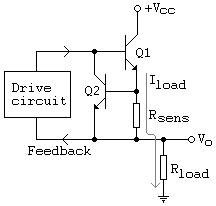
Limitació de corrent activa o protecció contra curtcircuits

Alguns circuits electrònics utilitzen una limitació de corrent activa, ja que un fusible pot no protegir els dispositius d’estat sòlid.
A la imatge es mostra un estil de circuit de limitació de corrent. L'esquema és representatiu d’un mecanisme de protecció simple utilitzat en subministraments regulats de corrent continu i amplificadors de potència de classe AB.
Q1 és el transistor de pas o de sortida. Rsens és el dispositiu de detecció de corrent de càrrega. Q2 és el transistor de protecció que s'encén tan bon punt la tensió a través de Rsens esdevé aproximadament 0,65 V. Aquesta tensió està determinada pel valor de Rsens i el corrent de càrrega que hi travessa (Iload). Quan Q2 s'activa, elimina el corrent base de Q1 reduint així el corrent col·lector de Q1, el valor del qual és gairebé el del corrent de càrrega. Per tant, Rsens fixa el corrent màxim a un valor donat per 0,65/Rsens. Per exemple, si Rsens = 0,33 Ω, el corrent està limitat a uns 2 A fins i tot si es curtcircuita Rload (i Vo esdevé zero).
A més, aquesta dissipació de potència es mantindrà mentre existeixi una sobrecàrrega, cosa que significa que els dispositius han de ser capaços de suportar-la durant un període substancial. Aquesta dissipació de potència serà substancialment menor que si no s'hagués proporcionat cap circuit de limitació de corrent. En aquesta tècnica, més enllà del límit de corrent, la tensió de sortida disminuirà fins a un valor en funció del límit de corrent i de la resistència de càrrega.

Corbes V-I per a reguladors de tensió amb diferent maneig de sobrecàrrega: retrocés, corrent constant limitat i il·limitat.

Per reduir la calor que han de dissipar els dispositius de pas sota un curtcircuit, s'utilitza una limitació de corrent de retrocés, que redueix el corrent en el cas del curtcircuit. En cas de curtcircuit, on la tensió de sortida s'ha reduït a zero, el corrent normalment es limita a una petita fracció del corrent màxim.

Dissipació de potència vs. resistència de càrrega per a reguladors de tensió lineals amb diferent maneig de sobrecàrrega. Aquí V_{in} = 12 V, V_{OC} = 10 V, I_{max} = 1 A, I_{SC} = 0,17 A. La dissipació màxima en el disseny de retrocés és tres vegades menor que en el disseny limitat de corrent constant.

El propòsit principal de limitar el corrent de retrocés en les fonts d'alimentació lineals és mantenir el transistor de sortida dins del seu límit segut de dissipació d'energia. Un regulador lineal dissipa la diferència entre les tensions d’entrada i sortida com a calor. En condicions de sobrecàrrega, la tensió de sortida cau i, per tant, la diferència es fa més gran, augmentant així la dissipació. El retrocés ajuda a mantenir el transistor de sortida dins de la seva àrea operativa segura en condicions de fallada i sobrecàrrega. El retrocés també redueix significativament la dissipació de potència en la càrrega en condicions de fallada, cosa que pot reduir els riscos de danys per incendis i calor.
Moltes fonts d’alimentació fan servir una protecció de limitació de corrent constant; el retrocés va un pas més enllà reduint linealment el límit de corrent de sortida a mesura que disminueix el voltatge de sortida. Tanmateix, afegeix complexitat a la font d'alimentació i pot provocar condicions de "bloqueig" amb dispositius no òhmics que consumeixen un corrent constant independent de la tensió d'alimentació (com ara amplificadors operacionals). Un limitador de corrent de retrocés també pot emprar un retard transitori per evitar el bloqueig i limitar l'escalfament localitzat al curtcircuit.
Una font d’alimentació commutada que funciona al límit de corrent amb la sortida curtcircuitada no té una major dissipació de potència en els transistors de potència, de manera que la limitació de corrent de retrocés és només una característica d’aplicació en lloc d’una característica que també impedeix que una fallada de càrrega també destrueixi la font d'alimentació. L’avantatge de seguretat de reduir la potència subministrada a un curtcircuit en la càrrega és proporcional al límit de corrent de funcionament. La limitació del corrent de retrocés és més probable que es trobi en una font d’alimentació commutada quan es tracta d’un component d’un producte certificat independentment per complir les normes de seguretat regionals.

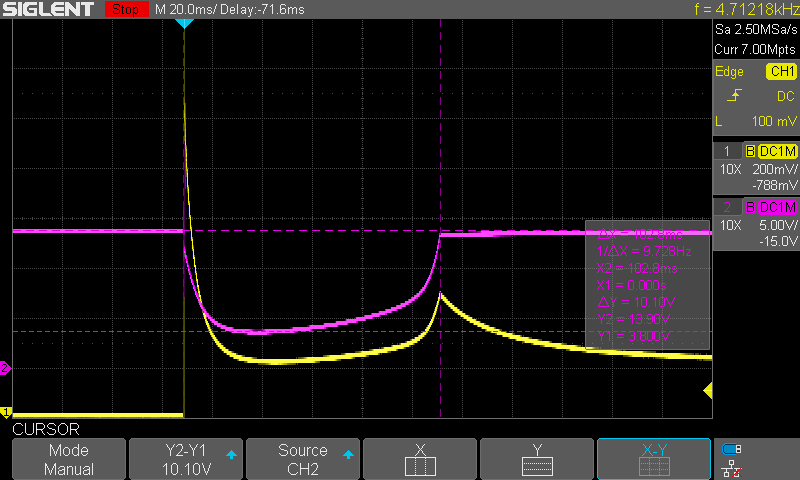
El corrent d'entrada d'una làmpada incandescent fa que una font d'alimentació de banc limiti el seu corrent de sortida amb un limitador de corrent de retrocés.

## Circuits d'alimentació única
Un problema amb el circuit anterior és que Q1 no estarà saturat tret que la seva base estigui esbiaixada uns 0,5 volts per sobre de Vcc.

Aquests circuits funcionen de manera més eficient a partir d’una sola font (Vcc). En ambdós circuits, R1 permet que Q1 s'encengui i passi voltatge i corrent a la càrrega. Quan el corrent a través de R_sense supera el límit de disseny, Q2 comença a activar-se, que al seu torn comença a apagar Q1, limitant així el corrent de càrrega. El component opcional R2 protegeix Q2 en cas de càrrega de curtcircuit. Quan Vcc té com a mínim uns quants volts, es pot utilitzar un MOSFET per a Q1 per obtenir una caiguda de tensió més baixa. A causa de la seva simplicitat, aquest circuit s'utilitza de vegades com a font de corrent per als LED d'alta potència.